# Jutta Niehaus
Jutta Niehaus (Bocholt, 1 oktober 1964) is een wielrenner uit Duitsland. 
Niehaus nam voor Duitsland tweemaal deel aan de Olympische Zomerspelen.
In 1988 op de Olympische Zomerspelen van Seoul reed ze op de wegrace naar een zilveren medaille. Vier jaar later, op de Olympische Zomerspelen van Barcelona werd ze 44e nadat ze in een valpartij betrokken raakte. 
In 1987 won Niehaus een etappe in de Tour de France Féminine, en in 1988 in de Giro d'Italia Femminile.
In 1989 werd ze nationaal kampioene achtervolging op de baan.
In 1990 werd ze tweede bij de nationale wegkampioenschappen van Duitsland.
Na haar sportcarrière ging Niehaus werken voor de gemeente Bocholt.